# 대구 도시철도 1호선
대구 도시철도 1호선(大邱 都市鐵道 一號線)은 대한민국 대구광역시 달성군 화원읍 설화리의 설화명곡역과 경상북도 경산시 하양읍의 하양역을 잇는 대구교통공사의 도시 철도 노선이다. 모든 역이 매표 무인화로 운영되고 있다. 안내나 노선도 표기 등에 사용한 노선 색은 ●밝은 빨간색이며, 통행방향은 어디서든 우측통행이다.

## 역사
- 1989년 9월 1일 : 대구 지하철 건설본부 설립
- 1991년 1월 : 기본계획 확정
- 1991년 12월 7일 : 진천역 ~ 안심역 구간 착공
- 1996년 12월 31일 : 대곡역 ~ 진천역 구간 착공
- 1997년 11월 26일 : 1단계 진천역 ~ 중앙로역 구간 14개 역 개통
- 1998년 5월 2일 : 2단계 중앙로역 ~ 안심역 구간 15개 역 개통, 전 구간 개통
- 2002년 5월 10일 : 3단계 대곡역 ~ 진천역 구간 개통
- 2003년 2월 18일 : 중앙로역에서 화재참사로 343명의 사상자 발생. 이 사건의 여파로 교대 - 동대구역 구간이 8개월 동안 운행 중단
- 2003년 10월 21일 : 중앙로역을 무정차 통과하는 형태로 참사 8개월 만에 전 구간 운행 재개
- 2003년 12월 31일 : 중앙로역 영업 재개, 완전 정상화
- 2005년 10월 18일 : 대구 도시철도 2호선 1단계 문양역 ~ 사월역 구간 개통과 함께 반월당역이 대구 도시철도 1호선과 환승역이 됨
- 2008년 1월 1일 : 칠성역을 칠성시장역으로 역명 변경
- 2010년 7월 22일 : 4단계 설화명곡 ~ 대곡 연장 구간 착공
- 2015년 4월 23일 : 대구 도시철도 3호선 개통과 함께 명덕역이 대구 도시철도 1호선과 환승역이 됨
- 2016년 1월 1일 : 스크린도어 설치 사업 본격 시작
- 2016년 9월 8일 : 4단계 설화명곡 ~ 대곡 연장 구간 개통
- 2017년 3월 1일 : 동구청(큰고개), 아양교(대구국제공항입구), 동촌(동촌유원지)' 3개역 역명 변경
- 2017년 5월 20일 : 32개 전 역사 완전 밀폐형 스크린도어 설치 완료
- 2017년 9월 11일 : 승·하차 화살표 바닥 교체 완료
- 2017년 12월 8일 : 천장 밀폐 완료
- 2019년 1월 7일 : 성당못(관문시장)역에서 서부정류장(관문시장)역으로 역명 변경
- 2019년 5월 17일 : 5단계 안심 ~ 하양 연장 구간 착공
- 2024년 10월 7일 ~ 11월 4일 : 안심 ~ 하양 연장 구간 시운전에 들어감
- 2024년 12월 14일 : 대경선 개통과 함께 대구역, 동대구역이 대구 도시철도 1호선과 환승역이 됨
- 2024년 12월 21일 : 5단계 안심 ~ 하양 연장 구간 개통[1]

## 승차량 및 수요
유동 인구가 많은 화원읍, 상인 교차로, 성당 교차로, 안지랑 네거리, 영남대학교 의료원, 대구교육대학교, 명덕 교차로,  반월당 교차로, 중앙로, 대구역, 칠성시장,  동대구역, 동대구복합환승센터, 큰고개 교차로, 대구국제공항, 방촌동, 율하동, 반야월, 신서혁신도시, 안심동을 통과하기 때문에 승차량이 압도적으로 많으며, 동호지구 및 대경권 혁신도시, 대구첨단의료복합단지 조성 이후 각산역과 안심역의 승차량이 점진적으로 증가하였으나, 미군기지와 인접한 대명동의 대명역과 공군비행장 인접 지역에 있는 동촌역, 방촌역, 용계역, 반야월역은 수요가 적은 편이다.

## 운영

### 열차 운행, 차량 기지
설화명곡행과 안심행, 하양행이 주로 운행되며, 막차는 유치선이 있는 교대행과 방촌행이 운행된다. 차량기지는 월배차량사업소, 안심차량사업소 2곳을 운영하며, 그 중 월배차량사업소에서는 대구1호선과 대구2호선의 중정비를 담당하기 때문에 명덕역과 청라언덕역 사이에 연결선이 설치되어 있다. 또한 현재는 설화명곡역부터 안심역까지 전 구간 지하화로 건설된 노선으로, 차량기지 구간을 제외하면 지상구간은 아예 없는 노선이었지만, 현재 경산(하양) 지역 연장이 완료되면서 대구선의 복선 전철화 및 선로 이설로 폐선될 기존의 대구선 폐선부지를 이관받아 이용하기 때문에 지상 구간이 신설되었다.

## 초기 계획
원래 대구 도시철도 1호선의 초창기 계획은 지금의 노선과 크게 확연한 차이가 보였다.
달서구에서 남구를 스쳐서 대구역으로 진입하는건 동일하지만, 현재의 노선이 대구역에서 우회전하여 안심 방면으로 가는것과 달리, 대구 도시철도 1호선의 계획이 처음으로 언급되었던 기사에서는 '월배~안심'이 아닌 '월배~공산'으로 표기되어 있었다. 정확하게는 대구역에서 북상하여 침산동, 경북대학교 북문, 복현오거리, 대구국제공항, 불로시장앞, 봉무동을 거쳐 공산동 인근에서 종착하는 것이었지만, 여러 가지 이유로 인해 현재의 노선으로 건설 계획을 변경하였다.
그리하여 대구경북 지역 인터넷 커뮤니티에서는 아직도 1호선이 경북대학교와 파티마병원, 대구MBC네거리를 지나지 않은 것을 한탄하는 사람들이 있는데, 이로 인해 파생된 소문이 몇 가지 있다. 

- 시내버스나 택시 회사의 로비설
- 지반이 약해서 전철이 지나가기 힘들다는 설
- 학교측의 반발 : 연구에 방해된다는 교수들의 항의 내지는 대구시와 사이가 좋지 않은 경북대학교 대학본부가 지하철 경유를 거절했다는 설

위 설들을 각각 반박하면 다음과 같다.
- 2019년 현재에도 보다시피 운송회사가 똘똘 뭉치면 그 파워가 세지기는 하지만, 국회의원 급 정치인들의 알력 다툼에 민간이 개입하는 것은 쉽지 않은 일이다. 그리고 알력이나 로비를 잘못 행사했다간 회사가 그대로 내려앉을수도 있다. 즉 기존에 누리던 이익까지 모두 날라가 버릴 수도 있다. 대표적으로 서울에서도 과거 준공영제 시행전 한 버스 회사가 자신의 구역에 지하철이 들어오지 못하게 엄청난 로비를 했고 이로 인해 그 회사가 완전히 내려앉았었다는 카더라도 있다. 그러나 3호선 지선이 그 구간으로 계획되었던 걸 생각하면 모순이다. 1997년 외환 위기 전까지만 하더라도 1~6호선 본선과 지선 2개 모두 지하 중전철로 계획되어 있었다. 오히려 현재의 노선이 지하 지장물이 많아서 문제가 된다고 보는 주장도 있었다.
- 대구광역시 도심부 지역의 지질은 모두 중생대의 퇴적암층 대구층으로 구성되어 있고 1, 2호선이 모두 이 지층을 지나가기에 지반이 약하다는 설은 근거 없다.
- 당시 경북대는 사방이 공사판이라 크게 신경 쓰지도 않았을 것이고 오히려 지하철의 경유를 적극 원했다. 무엇보다 대구역이나 중앙로역, 반월당 등 시내까지 거의 일직선으로 이어줄 수 있는 노선을 굳이 거절할 리가 없다. 전철 노선이나 역명을 유치하려고 드는 핌피 사례가 더 많으므로 설득력이 떨어진다.

결론은 북구 의원들이 제시한 초기 계획과 동일한 노선이 초기 구상이었다가 동대구역을 경유해야 한다는 동구의회 소속 의원들의 의견을 수렴하여 현재의 노선을 선택한 것이다. 물론 어거지로 경북대와 동대구역을 둘다 경유하도록 건설하는게 가능은 하지만, 말 그대로 어거지다. 침산동에서 경대교를 넘는 구간에서 수도권 전철 종각 드리프트 수준의 급곡선은 기본에 선형도 그렇게 가루가 되도록 까이는 흥덕드리프트처럼 우회하게 되고, 신천을 하저터널로 건너야 하기에 건설 난이도는 수직상승한다. 또한 파티마병원 앞으로 지나가는 선형으로 인해 고속터미널과의 연계성이 떨어진다. 즉, 1호선이 동대구역과 고속터미널을 포기해야만 경북대학교를 경유할 수 있는데 현재의 동대구역이 신세계 복합환승센터 개발로 호황을 누리는것을 감안한다면 현재의 노선으로 건설 계획을 변경한 것이 잘한 선택이라 할 수 있다.
사실상 경북대학교와 동대구역을 모두 경유하려면 현재의 본선에 경북대학교를 경유하는 지선을 만드는 것 외에는 답이 없다. 그 후 경북대학교 경유 노선은 3호 지선과 5호선으로 계획을 잡았다가 무산되고, 대구 도시철도 4호선으로 최종 결정되어 현재까지 추진중이다.

## 차량
- 대구교통공사 1000호대 전동차[4]

## 사건 사고
공사중이었던 1995년 4월 28일에는 대구 상인동 가스 폭발 사고가 일어났고, 2003년 2월 18일에는 대구 지하철 화재 참사가 일어났다. 일명 2.18참사라고도 한다. 전 세계 도시 철도 노선중 단일 노선으로는 최다 인명피해를 낸 불명예스러운 기록을 가지고 있다.

## 역 목록
대구 도시철도 1호선은 안심역을 제외한 모든 역들이 2면 2선의 상대식 승강장으로 운영된다. 안심역만이 1면 2선의 섬식 승강장을 갖추고 있다. 다만 월배역, 안지랑역, 현충로역, 대구역, 칠성시장역, 신천역, 동대구역, 아양교역, 동촌역, 각산역은 반대편 횡단이 불가능 하다.
| 역 번호 | 역명                                | 로마자 역명                                      | 한자 역명                           | 환승                       | 역간 거리 | 영업 거리 | 소재지     | 소재지 |
| ------- | ----------------------------------- | ------------------------------------------------ | ----------------------------------- | -------------------------- | --------- | --------- | ---------- | ------ |
| 115     | 설화명곡                            | Seolhwa·Myeonggok                                | 舌化椧谷                            |                            | -         | 0.0       | 대구광역시 | 달성군 |
| 116     | 화원                                | Hwawon                                           | 花園                                |                            | 1.2       | 1.2       | 대구광역시 | 달성군 |
| 117     | 대곡(정부대구청사)                  | Daegok(Central Gov't Office-Daegu)               | 大谷(政府大邱廳舍)                  |                            | 1.3       | 2.5       | 대구광역시 | 달서구 |
| 118     | 진천(보강병원)                      | Jincheon(Bogang Hospital)                        | 辰泉                                |                            | 1.0       | 3.5       | 대구광역시 | 달서구 |
| 119     | 월배                                | Wolbae                                           | 月背                                |                            | 0.8       | 4.3       | 대구광역시 | 달서구 |
| 120     | 상인(대구보훈병원)                  | Sangin(Daegu Veterans Hospital)                  | 上仁                                |                            | 0.7       | 5.0       | 대구광역시 | 달서구 |
| 121     | 월촌                                | Wolchon                                          | 月村                                |                            | 0.9       | 5.9       | 대구광역시 | 달서구 |
| 122     | 송현(참조은병원)                    | Songhyeon                                        | 松峴                                |                            | 1.0       | 6.9       | 대구광역시 | 달서구 |
| 123     | 서부정류장(관문시장·대구공업대학교) | Seobu Bus Terminal(Gwanmun Market)               | 西部停留場(關門市場·大邱工業大學校) |                            | 0.8       | 7.7       | 대구광역시 | 남구   |
| 124     | 대명                                | Daemyeong                                        | 大明                                |                            | 0.8       | 8.5       | 대구광역시 | 남구   |
| 125     | 안지랑(대구가톨릭대학교병원)        | Anjirang                                         | 안지랑                              |                            | 0.8       | 9.3       | 대구광역시 | 남구   |
| 126     | 현충로                              | Hyeonchungno                                     | 顯忠路                              |                            | 0.7       | 10.0      | 대구광역시 | 남구   |
| 127     | 영대병원(영남이공대학교)            | Yeongdae Hospital(Yeungnam University College)   | 嶺大病院(嶺南理工大學校)            |                            | 0.7       | 10.7      | 대구광역시 | 남구   |
| 128     | 교대                                | National University of Education                 | 敎大                                |                            | 0.9       | 11.6      | 대구광역시 | 남구   |
| 129     | 명덕(2·28민주운동기념회관)          | Myeongdeok(2·28 Democracy Movement Hall)         | 明德(2·28民主運動紀念會館)          | ● 대구 도시철도 3호선      | 0.7       | 12.3      | 대구광역시 | 중구   |
| 130     | 반월당                              | Banwoldang(Star Law Flim)                        | 半月堂                              | ● 대구 도시철도 2호선      | 0.8       | 13.1      | 대구광역시 | 중구   |
| 131     | 중앙로(해동내과·시청·중구청)        | Jungangno                                        | 中央路                              |                            | 0.7       | 13.8      | 대구광역시 | 중구   |
| 132     | 대구역                              | Daegu Station                                    | 大邱驛                              | 경부선 ● 대경선            | 0.7       | 14.5      | 대구광역시 | 북구   |
| 133     | 칠성시장(유니온병원)                | Chilseong Market(Union Hospital)                 | 七星市場                            |                            | 0.8       | 15.3      | 대구광역시 | 북구   |
| 134     | 신천(경북대입구)                    | Sincheon(Kyungpookdae Entrance)                  | 新川(慶北大入口)                    |                            | 1.2       | 16.5      | 대구광역시 | 동구   |
| 135     | 동대구역                            | Dongdaegu Station                                | 東大邱驛                            | 경부선 경부고속선 ● 대경선 | 0.9       | 17.4      | 대구광역시 | 동구   |
| 136     | 동구청(큰고개)                      | Dong-gu Office(Keungogae)                        | 東區廳                              |                            | 0.9       | 18.3      | 대구광역시 | 동구   |
| 137     | 아양교(대구국제공항입구)            | Ayanggyo(Daegu Int'l Airport)                    | 峨洋橋(大邱國際空港入口)            |                            | 0.8       | 19.1      | 대구광역시 | 동구   |
| 138     | 동촌(동촌유원지)                    | Dongchon(Dongchon Resort)                        | 東村(東村遊園地)                    |                            | 1.0       | 20.1      | 대구광역시 | 동구   |
| 139     | 해안(퀸벨호텔)                      | Haean(Quinbel Hotel)                             | 解顔                                |                            | 1.0       | 21.1      | 대구광역시 | 동구   |
| 140     | 방촌                                | Bangchon                                         | 芳村                                |                            | 1.0       | 22.1      | 대구광역시 | 동구   |
| 141     | 용계(영진직업전문학교)              | Yonggye                                          | 龍溪                                |                            | 1.1       | 23.2      | 대구광역시 | 동구   |
| 142     | 율하(항시원외과)                    | Yulha(An Anticyclone Surgery)                    | 栗下                                |                            | 1.2       | 24.4      | 대구광역시 | 동구   |
| 143     | 신기 (신기한속내과)                 | Singi                                            | 新基                                |                            | 1.1       | 25.5      | 대구광역시 | 동구   |
| 144     | 반야월                              | Banyawol                                         | 半夜月                              |                            | 1.0       | 26.5      | 대구광역시 | 동구   |
| 145     | 각산(속안심내과연합의원)            | Gaksan                                           | 角山                                |                            | 1.0       | 27.5      | 대구광역시 | 동구   |
| 146     | 안심(혁신도시·첨복단지)             | Ansim(Innovation City·High-tech Medical Complex) | 安心(革新都市·尖複團地)             |                            | 0.9       | 28.4      | 대구광역시 | 동구   |
| 147     | 대구한의대병원                      | Daegu Haany University Hospital                  | 大邱韓醫大病院                      |                            | 1.3       | 29.7      | 대구광역시 | 동구   |
| 148     | 부호(경일대·호산대)                 | Buho(Kyungil University·Hosan University)        | 釜湖(慶一大·瑚山大)                 |                            | 5.9       | 35.6      | 경상북도   | 경산시 |
| 149     | 하양(대구가톨릭대)                  | Hayang(Daegu Catholic University)                | 河陽(大邱가톨릭大)                  | 대구선                     | 1.5       | 37.1      | 경상북도   | 경산시 |

## 연장 계획

### 하양 및 금호 연장 계획
대구광역시에서 경상북도 경산시 지역 대학으로 통학하는 대학생을 비롯한 지역 간 다각적인 교통 편의를 위해 하양읍까지 노선을 추가 연장해야 한다는 지역 주민들의 청원에 따라, 현재 종점인 안심역에서 경상북도 경산시 하양역까지 총 8.89 km를 연장하는 안심역 ~ 하양역 구간은 신설 쪽으로 가닥을 잡으면서, 대구한의대병원역(구. 사복역) ~ 하양역 구간은 대구선의 복선 전철화 및 선로 이설 사업이 끝나는 2019년 5월 17일 착공했고, 2024년 12월 21일에 개통되었다. 하양역은 상대식형 승강장 건설이 완공되었다. 2021년 7월 5일 하양 연장 계획에서 추가로 연장하여 하양역을 기점으로 대구대역을 지나 영천경마공원역을 종점으로 하는 계획이 확정되었다. 2022년 12월 27일에는 금호역까지의 연장이 예타에 선정되었다.

## 같이 보기
- 대구 상인동 가스 폭발 사고
- 대구 지하철 화재 참사
- 대구 도시철도 2호선
- 대구 도시철도 3호선
- 대경선 광역전철